# 鸣山乡
鸣山乡，是中华人民共和国江西省九江市都昌县下辖的一个乡镇级行政单位。

## 行政区划
鸣山乡下辖以下地区：
马涧桥社区、九山村、丁峰村、源头村、石峰村、七里村、程浪村和界牌村。